# Demokratska stranka Slovenije
Demokratska stranka Slovenije, krajše Demokrati Slovenije (kratica DS), je bila slovenska politična stranka, ustanovljena 12. marca 1994. Njeno delovanje se je navezovalo na program Demokratske stranke, ki je delovala od 13. oktobra 1991 do 12. marca 1994 in na izročilo Slovenske demokratične zveze, ustanovljene 11. januarja 1989, ki je 1991 na kongresu razpadla na dve stranki, ko se je preimenovala v Narodne demokrate pod vodstvom Rajka Pirnata, večina vidnejših predstavnikov SDZ (Igor Bavčar, Dimitrij Rupel, Spomenka Hribar, Jelko Kacin, takrat tudi še France Bučar) pa so ustanovili Demokratsko stranko, ki se je 1994 večinsko združila z oz. v LDS, manjšina pa je nadaljevala samostojno politično pot po imenom Demokrati oz. Demokratska stanka Slovenije (DS). 
Prvi predsednik DS je bil Tone Peršak (1994-1999), nato pa ga je nasledil Miro Macher (1999-2000). Na kongresu leta 2000 je bil za predsednika DS izvoljen Mihael Jurak. 
V 1. državnem zboru Republike Slovenije, izvoljenim 1992 je stranka dobila tri poslance (Tone Peršak, Danica Simšič, France Bučar), na naslednjih volitvah 1996 pa ni več dosegla parlamentarnega praga, ko so Demokrati Slovenije prejeli okoli 27.000 glasov, za uvrstitev v parlament je pa jim zmanjkalo le nekaj sto glasov (ok. 300). Leta 2000 so Demokrati Slovenije po neuspelem poizkusu sestaviti koalicijo z Zelenimi Slovenije, doživeli neuspeh na volitvah, zaradi katerega je bil odstavljen takratni predsednik mag. Miro Macher in na Kongresu leta 2000 v Mariboru, je bil za predsednika Demokratske stranke Slovenije- skajšano: Demokrati Slovenije-DS, izvoljen Mihael Jurak, mi je leta 2004 popeljal Demokratsko stranko na volitve, kjer pa ni dosegla pričakovanega rezultata. Na omenjenih volitvah so se Demokrati Slovenije - DS predstavili kot alternativa obstoječi politični garnituri in predstavili Delnico države za nosilno programsko usmeritev. Na volitvah 2008 so Demokrati Slovenije sodelovali s Socialnimi demokrati. Sporazum o sodelovanju na volitvah, sta podpisala predsednika Borut Pahor (predsednik SD) in Mihael Jurak. Leta 2012 so Demokrati Slovenije-DS nastopili na državno zborskih volitvah na skupni listi z SMS-zeleni, Zvezo za Primorsko in...  